# Pilotrichella
Pilotrichella là một chi rêu trong họ Meteoriaceae.